# Falicsi de Hungría
Falicsi o también "Fajsz" (pronunciado "Falichi" en español) (? - 10 de agosto de 955) fue príncipe húngaro (947–955), nieto del gran príncipe Árpad. Su padre fue Jutocsa, hijo de Árpad. Se discute si su tío Zolta fue gran príncipe húngaro, o si bien lo fue el líder Szabolcs; lo cierto es que su padre Jutocsa no lo fue. El historiador Gyula Kristó propone que Falicsi abdicó tras la catastrófica derrota húngara en la batalla de Lechfeld de 955 ante los germanos. Le sucedió su primo Taksony, hijo de Zolta.